# Roman Władysław Sanguszko
Roman Władysław Stanisław Andrzej Sanguszko (ur. 6 lipca 1901 w Gumniskach, zm. 26 września 1984 w São Paulo) – książę, ziemianin, hodowca koni arabskich, filantrop.

## Życiorys
Był jedynym synem Eustachego Stanisława i Konstancji Anny z Zamoyskich (1864–1941). Odebrał domowe wykształcenie. Jego ojcem chrzestnym był stryj Paweł Roman. Okres I wojny światowej wraz z matką spędził we Francji w Akwitanii, przy granicy z Hiszpanią. Odziedziczone po ojcu i stryju resztki dawnej fortuny rodowej, mimo straty ordynacji zasławskiej i innych dóbr na Wołyniu (62 tysiące ha) stawiały go w rzędzie najbogatszych ziemian II Rzeczypospolitej. Należały do niego dobra tarnowskie (17 730 ha) wraz z pałacem w Gumniskach oraz dobra i zamek w Podhorcach (3 340 ha) oraz kamienica w Krakowie przy ulicy Franciszkańskiej. Jako niepełnoletni w chwili śmierci ojca majątkiem zarządzał przez zarządców i pełnomocników. Sam poświęcił się hodowli koni arabskich, zatrudniał najlepszego wówczas specjalistę od hodowli Bogdana Ziętarskiego. Książę był również zapalonym automobilistą. W 1926 wszedł w skład zarządu Krakowskiego Klubu Automobilowego. 
W 1933 nawiązał romans z Wandą z Turzańskich Krynicką, która rozwiodła się dla księcia ze swoim mężem, inżynierem Tadeuszem Krynickim. Gdy Wanda zaszła w ciążę, Roman ożenił się z nią. Ślub odbył się 14 czerwca 1937 w Saint Cloud, na przedmieściach Paryża. 12 października 1937 w Londynie urodził się syn Piotr Antoni Samuel Sanguszko. Matka księcia nie akceptowała tego związku, dlatego para mieszkała za granicą. Żona zmarła 17 grudnia 1937, książę został opiekunem kilkuletniej pasierbicy Barbary. 
W momencie wybuchu II wojny światowej książę zdecydował się na wyjazd z Gumnisk do Podhorców. Opuścił je 17 września 1939, z chwilą wejścia Armii Czerwonej do Polski, udając się do granicy z Węgrami. Podróż po okupowanej Europie zakończył w Lizbonie, 10 czerwca 1940 wypłynął w podróż do Brazylii. Na statku poznał swoją drugą żonę, majętną wdowę Germaine Lucie Burchard (1896–1966).
Był prezesem powstałego w 1955 „Klubu 44” skupiającego zamożną powojenną emigrację. W 1977 zbudował i wyposażył Dom Spokojnej Starości w São Paulo dla Polaków i Polonii w Brazylii (jego kierowniczką została Halina Müller). Dom stał się również miejscem spotkań kulturalnych.
Książę zmarł na skutek cukrzycy, niewydolności oddechowej i ostrej infekcji płuc. Został pochowany na cmentarzu da Paz w São Paulo.

## Ordery i odznaczenia
- Złoty Krzyż Zasługi (dwukrotnie: po raz drugi 15 czerwca 1939)[2]

## Literatura
- Andrzej Biernacki,  Sanguszko Roman Władysław Stanisław Andrzej (1901–1984), Polski Słownik Biograficzny t. 34, s. 509–510 (tam obszerna bibliografia) wersja elektroniczna iPSB.